# Кумарасами Камарадж
Кумарасвами Камарадж, известный как К. Камарадж (там. கு. காமராசர்; 15 июля 1903, Вирудунагар, Британская Индия — 2 октября 1975, Мадрас, Индия) — индийский политик, борец за свободу Индии от британского владычества, активист, один из основателей Индийского национального конгресса, президент ИНК (1964—1967), юрист, главный министр штата Мадрас (Тамилнад) с 13 апреля 1954 года по 2 октября 1963.
Депутат парламента Лок сабхи (1969—1975).

## Награды и звания
В 1976 году был награждён высшей гражданской государственной наградой Индии Бхарат Ратна.